# Tormenta tropical Chantal (2007)
La tormenta tropical Chantal fue una tormenta tropical de corta vida en el norte del océano Atlántico perteneciente a la temporada de huracanes del Atlántico de 2007. Se desarrolló el 31 de julio con orígenes no tropicales entre las Bermudas y cabo Cod, y con condiciones favorables, Chantal rápidamente obtuvo vientos máximos de 85 km/h. La tormenta aceleró con dirección noreste sobre un área con progresivamente más frías aguas, y después de un detrimento en la convección el Centro Nacional de Huracanes dejó de publicar advertencias ya que Chantal comenzó su transición extratropical a principios del 1 de agosto. Poco después los remanentes extratropicales cruzaron por el sureste de Terranova antes de tomar rumbo a mar abierto en el norte del océano Atlántico. Antes de su formación. La tormenta dejó lluvias moderadas en las Bermudas. 

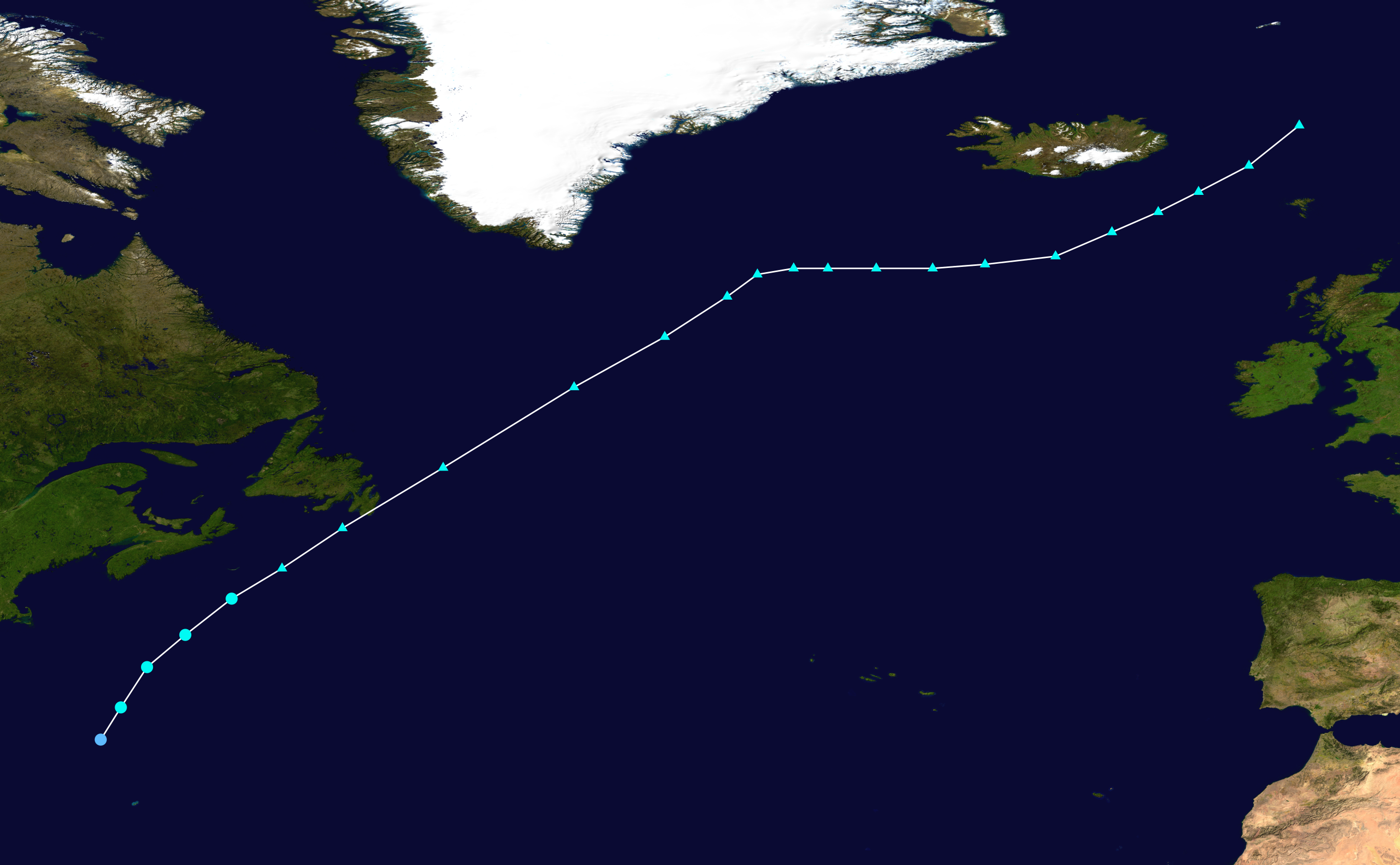
Trayectoria de la Tormenta tropical Chantal (2007), perteneciente a la temporada de huracanes del Atlántico de 2007, siguiendo los colores de la escala de huracanes de Saffir-Simpson.

.